# بواقيات
البواقيات (الاسم العلمي: Latridae)، فصيلة أسماك من شعاعيات الزعانف البحرية. توجد في البحار المعتدلة في نصف الكرة الجنوبي. تصنيف الأنواع داخل البواقيات وفصيلة إصبعيات الشفة قريبة الصلة غير واضح. تُصاد للتجارة وللرياضة.